# Petit Ramusianum Harmonique
De Petit Ramusianum Harmonique (W68) is geschreven door Igor Stravinsky en Charles-Albert Congria voor de 60e verjaardag van Charles Ferdinand Ramuz. Het werk bestaat uit drie kwatrijnen op muziek van Stravinsky, onderbroken door korte rijmen geschreven door Congria. Stravinsky's kwatrijnen kunnen door een solist of door meerdere stemmen worden gezongen. Het werk werd in 1937 geschreven en voor het eerst in gepubliceerd in Hommage à C.-F. Ramuz.

## Oeuvre
Zie het Oeuvre van Igor Stravinsky voor een volledig overzicht van het werk van Stravinsky.

## Geselecteerde discografie
'Petit Ramusianum Harmonique' op 'Hommage à Stravinsky. Histoire du Soldat, Premieres & Rarities', Martin Bruns, bariton en Harmonie Ensemble o.l.v. Steven Richman (KOCH International Classics, 3-7438-2 HI)